# Звездица (Тырговиштская область)
Звездица (болг. Звездица) — село в Болгарии. Находится в Тырговиштской области, входит в общину Омуртаг. Население составляет 766 человек (2022).

## Политическая ситуация
В местном кметстве Звездица, в состав которого входит Звездица, должность кмета (старосты) исполняет Хасан Мустафов Алиосманов (Движение за права и свободы (ДПС)) по результатам выборов.
Кмет (мэр) общины Омуртаг — Неждет Джевдет Шабан (ДПС) по результатам выборов.